# タラール・エル＝カルクーリー
タラール・エル＝カルクーリー（アラビア語: طلال القرقوري; ṭalāl el-karkūrī, Talal el-Karkouri, 1976年7月8日 - ）は、モロッコ・カサブランカ出身の元サッカー選手、サッカー指導者。現役時代のポジションはディフェンダー。

## 代表歴
2004年、2006年、2008年にアフリカネイションズカップに出場した。

## タイトル
- ラジャ・カサブランカ

モロッコ・リーグ (3):1998,1999,2000
CAFチャンピオンズリーグ (2):1997,1999
アフロアジアクラブ選手権 (1):1998
- PSG

クープ・ドゥ・フランス (1):2004